# Marina Heib
Marina Heib est une auteur allemande, née en 1960 à Saint-Ingbert en Sarre. Elle écrit des romans classés dans les thrillers qui ont jusqu'à présent été biens accueilli par la critique. Elle n'a jusqu'à présent pas été traduite en français

## Œuvre
- 2006 : Weisses Licht
- 2007 : Eisblut
- 2009 : Tödliches Ritual
- 2010 : Puppenspiele
- 2011 : Der Bestatter